# Stadion im. Gulii Tutberidze
Stadion im. Gulii Tutberidze – wielofunkcyjny stadion w Zugdidi, w Gruzji. Pojemność obiektu wynosi 7000 widzów. Swoje spotkania rozgrywają na nim piłkarze drużyny FC Dinamo Zugdidi.